# The Elder Scrolls III: Morrowind
The Elder Scrolls III: Morrowind è un videogioco action RPG open world a tema fantastico realizzato da Bethesda Game Studios e pubblicato da Bethesda Softworks nel 2002 per PC e Xbox.
Terzo episodio della serie The Elder Scrolls, rispetto ai precedenti capitoli ha innovato i canoni di libertà individuale del giocatore nel mondo virtuale del gioco. È ambientato in un contesto fantastico, la provincia di Morrowind, più precisamente l'isola di Vvardenfell, in cui il protagonista deve fronteggiare una misteriosa profezia che aleggia sul luogo e sulla reincarnazione di Indoril Nerevar.

## Trama
(Estratto della profezia del Nerevarine – Lo straniero)
La vicenda narrata nella missione principale del gioco non è legata agli episodi precedenti della serie, ma si inserisce nel contesto del mondo fantastico di Tamriel.
Uscito dalla prigione per mezzo di un decreto dell'imperatore Uriel Septim VII, il protagonista arriva al porto di Seyda Neen privo di ogni cosa, eccetto il nome di un misterioso contatto nella città di Balmora, Caius Cosades, il capo delle Blade (guerrieri d'élite che compongono il corpo di guardia personale dell'Imperatore), che gli affida il compito di indagare sulle voci riguardo al ritorno della Sesta Casata, un culto profano e pericoloso. A causa di strani incubi che lo tormentano mentre dorme il protagonista sembra adempiere le profezie Nerevarine, secondo le quali un uomo nato in un giorno sconosciuto da genitori ignoti avrebbe reincarnato l'antico eroe Chimer Indoril Nerevar per sconfiggere il suo ex luogotenente, Dagoth Ur, impazzito mentre cercava di custodire il cuore del malvagio dio Lorkhan. Questa profezia viene tramandata tramite la tradizione orale degli Ashlander, una tribù di Dunmer nomadi, ma è censurata e combattuta dal Tribunale, la trinità di semi-dei, antichi compagni di Nerevar.
Proseguendo nelle indagini il protagonista scopre che esiste una società segreta di sacerdoti dissidenti che appoggiano le credenze degli Ashlander e per questo sono considerati eretici. Essi sono convinti che il Nerevarine avrebbe sconfitto Dagoth Ur e spazzato via dall'isola le malattie originate dal vulcano della Montagna Rossa dove egli risiede nella propria fortezza. Per fare questo il Nerevarine deve superare diverse prove, guadagnare la fiducia degli Ashlander e delle grandi casate, da unificarle nella guerra contro la sesta casata. Una volta che il Nerevarine è riuscito nei suoi intenti interviene Vivec, il più importante dei semi-dei del Tribunale. Con un'abile manovra politica Vivec fa in modo che il Nerevarine sia mandato da solo ad affrontare Dagoth Ur, evitando così lo scoppio di una guerra, ma anche il diretto coinvolgimento del Tribunale.
Nello scontro finale all'interno della Montagna Rossa il Nerevarine scopre che Dagoth Ur stava segretamente costruendo un nuovo falso dio, un enorme essere meccanico con al suo interno il cuore di Lorkhan, un dio caduto che era stato sconfitto da Nerevar e i semi-dei del Tribunale. Usando un pugnale e un martello incantati, i leggendari Sunder e Keening, il Nerevarine bandisce il cuore dal mondo di Tamriel, togliendo a Dagoth Ur i suoi poteri e fermando l'imminente eruzione del vulcano. La malattia chiamata corprus, la più letale di tutte, scompare dall'isola di Vvardenfell e il Nerevarine viene acclamato come salvatore e unificatore di tutte le casate di Morrowind, ricevendo anche la benedizione di Azura, la dea daedrica che ha sempre protetto le precedenti reincarnazioni di Nerevar.

## Modalità di gioco
Il gioco offre una pressoché totale libertà di azione e interazione col mondo circostante: si può bere, dormire, nuotare, volare, diventare invisibili, schernire e accattivarsi la simpatia degli altri personaggi, derubare, mettere in piedi un commercio di armi, oppure entrare a far parte di numerose fazioni, come quella dei maghi o quella delle guardie imperiali, la setta di assassini Morag Tong o anche una delle grandi casate, le maggiori organizzazioni politiche di Morrowind. Il personaggio è altamente modificabile sia nella razza sia nelle fattezze esteriori, come nelle abilità e magia. La cura con cui è stata definita l'ambientazione permette al giocatore di costruire la propria opinione sugli antichi eventi: a seconda delle fonti reperibili nel gioco stesso vi sono opinioni discordanti sul ruolo di Nerevar e del Tribunale sulla battaglia della Montagna Rossa, sulla legittimità del Tribunale e la causa della scomparsa del popolo dei Dwemer. Il giocatore non è nemmeno obbligato a seguire la missione principale; può intraprendere la propria carriera personale in qualsiasi fazione o gilda desideri, con l'unica limitazione di poter appartenere a un'unica grande casa per volta. Una volta sconfitto Dagoth Ur il gioco non termina, ma permette di continuare a giocare e far evolvere il proprio personaggio.
Il mondo di gioco è molto vasto e completamente tridimensionale e può essere visualizzato tramite una visuale in prima persona dotata di mirino, come negli sparatutto in soggettiva, o con una visuale in terza persona, con il protagonista inquadrato di spalle. A differenza degli giochi di ruolo (GdR) classici è compito del giocatore muovere il protagonista tramite la tastiera e prendere la mira tramite il mouse. Durante i combattimenti una volta che il giocatore ha mandato a segno un colpo (con un'arma da corpo a corpo, da distanza o con una magia) è il computer a stabilire l'efficacia dell'attacco, come nei GdR classici. L'ambientazione è completamente esplorabile a piedi, ma è anche possibile servirsi di diversi tipi di trasporto salendo per esempio a bordo di imbarcazioni di vario genere, in groppa a dei silt strider (giganteschi insetti guidati da un carovaniere) o ancora utilizzare il teletrasporto magico, tramite un incantesimo o pagando l'addetto all'interno della Gilda dei Maghi. La profondità dell'ambientazione è data anche dalla presenza di numerosi libri che è possibile leggere, contenenti informazioni sui vari credi religiosi e sulle fazioni politiche, ma anche veri e propri racconti.
Il gioco venne pubblicato solo in lingua inglese, ma presto venne tradotto, dagli utenti stessi, in svariate lingue.
Il gioco include l'Elder Scrolls Construction Set, un editor che dà la possibilità di creare nuove mappe e mod. Sono state realizzate migliaia di mod.

## Le gilde
Oltre alle gilde di stampo imperiale, ovvero diffuse in tutte le provincie di Tamriel, esistono alcune organizzazioni uniche presenti solo nella provincia di Morrowind. In essa esistono numerose fazioni, che incidono in modo differente sulla vita della regione. Di seguito sono elencate le gilde a cui il giocatore può unirsi nel corso dell'avventura. Le organizzazioni a volte sono in contrasto fra di loro e si raggruppano in diverse categorie: le gilde imperiali, le grandi case, le gilde di Morrowind e i clan dei vampiri.
- Le Blade: sono le guardie personali dell'imperatore, e sono i suoi occhi e orecchie nelle province di Tamriel. La loro fedeltà all'Impero è indiscutibile.
- La Gilda dei Guerrieri: la grande compagnia di mercenari al servizio di tutti i cittadini dell'Impero. È in aperta ostilità con la Camonna Tong e la Gilda dei Ladri, anche se si sono presentati casi di corruzione nelle alte sfere dell'organizzazione.
- La Gilda dei Maghi: è un'organizzazione ramificata in tutta Tamriel dedicata allo studio e all'applicazione della magia e dell'alchimia. L'associazione è ostile al tempio del Tribunale e alla grande casa Telvanni.
- La Legione Imperiale: è il supremo potere militare dell'Impero di Tamriel e in tempo di pace i soldati lavorano per rafforzare l'autorità imperiale nelle regioni più lontane.
- Il Culto Imperiale: è un'organizzazione missionaria volta a diffondere la dottrina dei Nove Divini in tutta Vvardenfell.
- La Gilda dei Ladri: è un'organizzazione di professionisti del crimine che raccoglie sotto di sé ladri, borseggiatori, contrabbandieri e truffatori. È appena sbarcata a Morrowind e lotta per la propria sopravvivenza con il potente sindacato del crimine locale nota come Camonna Tong.
- La Compagnia Imperiale d'Oriente: introdotta con Bloodmoon, è la grande compagnia mercantile che esporta in tutta Tamriel i prodotti della regione di Morrowind. Grazie alla sua ricchezza e alla fiducia cui gode presso la corte imperiale l'organizzazione ha una notevole influenza sul governo della provincia.
- La Confraternita Oscura: gilda dedita all'omicidio sotto contratto, i cui membri appaiono sempre mascherati da capo a piedi. Introdotta con l'espansione Tribunal, al contrario della Morag Tong, di cui sono i diretti rivali, i membri seguono una sorta di culto particolarmente violento.
- Morag Tong: la più antica gilda di assassini che procurò numerosi problemi ai conquistatori Akaviri durante la seconda era. È in aperta ostilità con la Confraternita Oscura.
- Il Tempio del Tribunale: ha sede nella città di Vivec e ospita i culti della religione nativa dei Dunmer di Morrowind. I suoi sacerdoti ostacolano qualsiasi forma di sviluppo o innovazione.
- Camonna Tong: sindacato criminale in contrasto con la Gilda dei Ladri. Si occupa di borseggio, omicidio, corruzione, tutto ciò che è necessario per aumentare il suo potere e il suo denaro. Al contrario della Morag Tong la Camonna Tong è illegale. Non è possibile per il giocatore entrare a farne parte.

## Le grandi casate

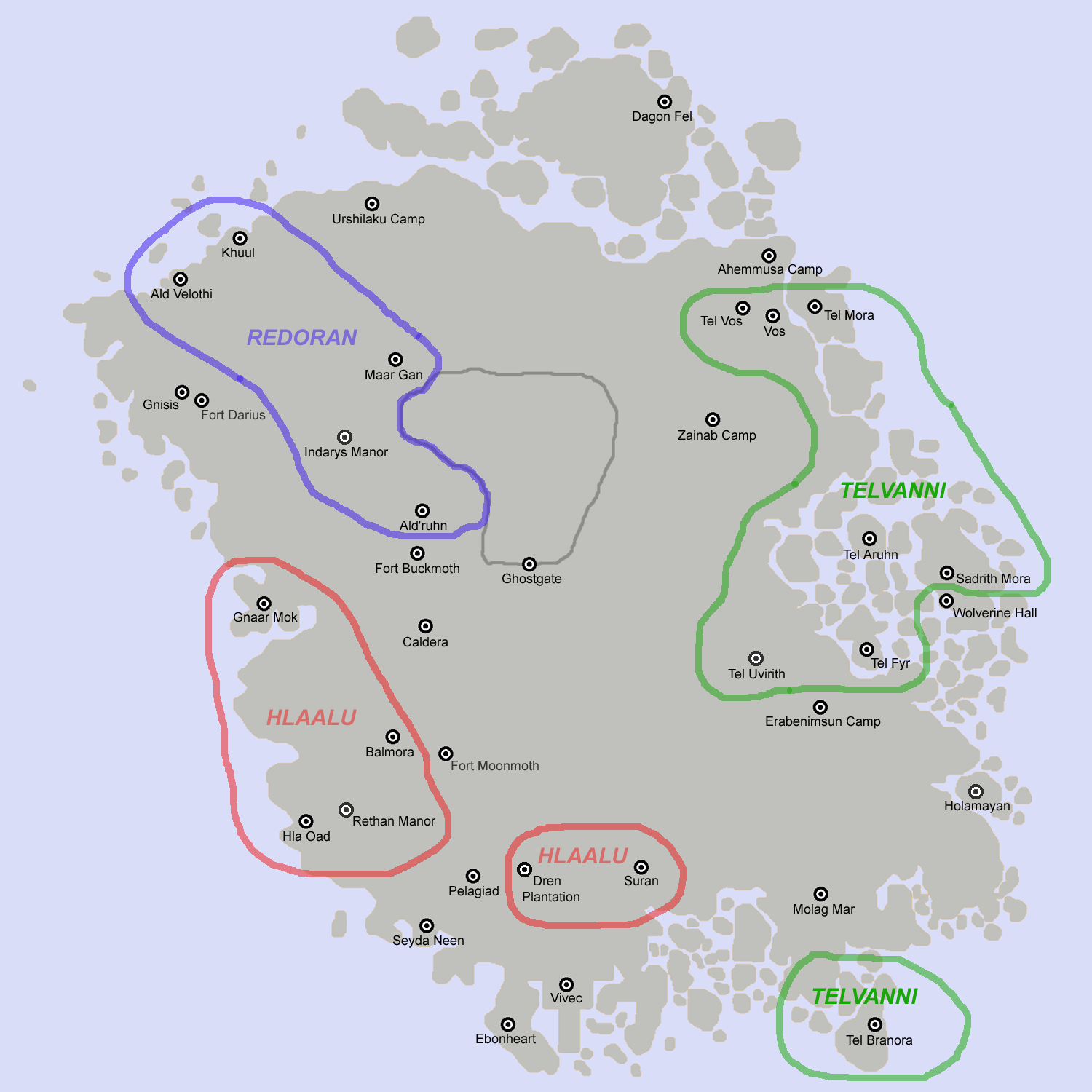
Mappa dell'isola di Vvardenfell, con evidenziate le zone controllate dalle grandi casate

Durante il corso dell'avventura il giocatore può unirsi a una sola delle tre grandi casate che presiedono al Grande Consiglio di Vvardenfell, che governa l'intera regione. Queste casate hanno un ruolo centrale nella trama e la scelta influenza il corso degli eventi nel gioco. Le case sono elencate di seguito.

### Redoran
La grande casata Redoran è una delle sei grandi casate di Morrowind.
È composta da guerrieri che in passato aveva il compito di difendere i passi delle Montagne Velothi da eventuali invasioni dei Nord di Skyrim. La loro influenza si estende sulla regione occidentale di Morrowind. I Redoran hanno un avamposto nella città di Ald'ruhn sull'isola di Vvardenfell e una sede centrale situata sul continente nella città di Blacklight. La grande casa ha un codice d'onore interno molto rigido, che se infranto comporta l'espulsione dall'organizzazione. I Redoran seguono il credo del Tribunale e odiano i clan dei vampiri e il Camonna Tong, la Gilda dei Ladri di Morrowind; hanno rispetto per coloro che mostrano abilità simili alle loro, come i soldati della Legione Imperiale e la Gilda dei Guerrieri.

### Telvanni
La grande casata Telvanni è uno delle sei grandi case di Morrowind.
Sono isolazionisti per tradizione, disprezzano l'Impero e le sue leggi e perseguono la maestria in ogni arte magica. L'assemblea dei Telvanni ha due sedi: porto Telvanni (situato in una piccola isola a nord-est di Morrowind) e Sadrith Mora (nell'isola di Vvardenfell). È proprio qui che negli ultimi tempi si sta concentrando l'attenzione della grande casa che vuole occupare pacificamente tutte le regioni disabitate dell'isola per assumerne il controllo e sfruttarne le risorse; per fare ciò l'organizzazione sta costruendo torri e avamposti lungo tutta la costa orientale di Vvardenfell. Molti Telvanni sono noti per essere negromanti, altri per essere diventati lich o vampiri e alcuni sono spesso coinvolti in attività illegali, rendendo la casa Telvanni impopolare tra i comuni Dunmer; la casa Telvanni è anche la principale fonte di affari per i mercanti di schiavi. A differenza di altre organizzazioni in Tamriel i Telvanni non impongono vincoli o veti ai propri soci: essi ritengono la riservatezza e l'indipendenza personale valori fondamentali.
Dai dialoghi degli PNG (personaggi non giocanti) di The Elder Scrolls IV: Oblivion si viene a sapere che durante l'invasione messa in piedi da Mehrunes Dagon i Telvanni hanno gestito la difesa di Morrowind e combattuto in prima persona contro i Daedra.

### Hlaalu
La grande casata Hlaalu è una delle sei grandi case Dunmer.
La casa Hlaalu ha rapidamente abbracciato l'Impero negli anni immediatamente successivi alla conquista di Morrowind da parte di Tiber Septim: essa accolse con favore le leggi imperiali, le legioni e soprattutto la libertà di commercio e di religione che venivano garantite dall'autorità imperiale. Di conseguenza i membri di questa grande casa hanno grande considerazione e simpatia verso i cittadini che si uniscono alle gilde imperiali. D'altro canto essi disprezzano l'autoritarismo del Tribunale e sono odiati dalle grandi case di Redoran e Telvanni e anche dai clan dei vampiri. Si dice che molti membri della casa Hlaalu siano anche componenti e sostenitori del sindacato del crimine di Morrowind: la Camonna Tong.
La sede centrale di questa grande casa è Narsis, una città situata nel profondo sud della provincia, a poca distanza dal confine con Palude Nera e Cyrodill; sull'isola di Vvardenfell l'organizzazione ha invece il suo quartier generale a Balmora e gode del sostegno del duca di Vvardenfell, ex gran maestro della casa.

## Fazioni minori
Nel territorio di Vvardenfell esistono anche delle piccole società segrete di cui si può venire a sapere solo dopo aver soddisfatto certi requisiti.

### Twin Lamps
Un'associazione anti-schiavista fondata dalla figlia ribelle di Orvas Dren, capo della Camonna Tong e quindi schiavista convinto.

### Bal Molagmer
Una fazione interna alla Gilda dei Ladri, il cui scopo è recuperare artefatti sottratti con la prepotenza e restituirli ai legittimi e più poveri proprietari.

### Clan dei Vampiri
Il vampirismo non è altro che una malattia conosciuta come emofilia porfirica, la quale può essere contratta durante uno scontro con un vampiro: a settantadue ore dallo scontro la malattia degenera e avviene la trasformazione.
Per poter sopravvivere le creature oscure si sono organizzate in clan in cui cooperano per la ricerca del cibo. Un personaggio trasformato in vampiro ottiene dei grossi vantaggi aggiuntivi agli attributi favoriti dal clan di appartenenza, ma non può più parlare con le persone normali e subisce danno dalla luce del sole. Tuttavia esiste una missione che permette al giocatore di trovare la cura al vampirismo. I vampiri sono riuniti in tre clan.
- Clan Aundae: è guidato dall'astuta Dhaunayne Aundae e ha sede nella caverna di Ashmelech. Sono una fratellanza di vampiri la cui forza si basa sulla loro padronanza nella magia.
- Clan Berne: è guidato da Raxle Berne e il loro quartier generale si trova nelle rovine di Galom Daeus. Questi vampiri sono i veri padroni della notte. Invisibili nelle ombre di città e villaggi, cacciano le loro prede in segreto e nel silenzio.
- Clan Quarra: è guidato da Volrina Quarra e ha sede nelle rovine di Druscashti. Essi non temono nulla e nessuno, in quanto sono i più abili tra i vampiri ad usare la pura forza bruta.

## Espansioni
Sono uscite due espansioni abbinabili al gioco originale di Morrowind: Tribunal e Bloodmoon. Queste espansioni oltre a migliorare l'esperienza di gioco e la grafica aggiungono anche una missione principale ambientata in mondi del tutto nuovi: la città sacra di Mournhold per Tribunal e l'isola ghiacciata Solstheim per Bloodmoon.

### Tribunal

#### Trama
Il giocatore viene introdotto nell'espansione indagando sui motivi per cui è stato preso di mira dai sicari della Confraternita Oscura. Scopre che questi assassini hanno il loro covo nella città di Mournhold a Tamriel e agiscono su commissione. Nella città si trova la reggia di Helseth Hlaalu (re di Morrowind) e il tempio/dimora di una delle tre divinità del Tribunale, Almalexia. I due potenti si contendono la lealtà del giocatore affidandogli una serie di missioni. Secondo l'usuale tipo di gioco di Morrowind alcune missioni ne precludono altre, senza tuttavia stravolgere la trama principale che rimane comunque accessibile; è inoltre presente un insieme di missioni opzionali e trame secondarie indipendenti dalla principale.
Completata una serie di missioni secondarie, a metà dello svolgimento della trama principale la città subisce un furioso attacco da parte di un gruppo di mostri biomeccanici (chiamati Fabricant). Essi vengono riconosciuti da Almalexia come la creazione di un impazzito Sotha Sil, la terza divinità del Tribunale che da molti anni vive isolato nella sua dimora fuori dal tempo chiamata Clockwork City.
La vicenda principale si focalizza quindi sulla ricerca per conto della dea della spada di Nerevar, il cui nome è Fiamma di Verità. Il giocatore è stato infatti riconosciuto da Almalexia come il Nerevarine, la reincarnazione del suo amante di un tempo (anche se questo riconoscimento non muta lo svolgimento della trama base di Morrowind contro Dagoth Ur). Come Nerevarine può dunque recarsi a Clockwork City e usare la spada per sconfiggere Sotha Sil, ma solo per scoprire che in realtà costui è morto da tempo, ucciso dalla follia della stessa Almalexia. La dea ha causato gli attacchi alla città e ora il giocatore deve affrontarla in un mortale ultimo duello.
Una volta vinto lo scontro la daedra Azura appare al giocatore e gli rivela l'origine della malattia di Almalexia: è stata il frutto del prolungato utilizzo del cuore di Lorkhan (la fonte del potere divino del Tribunale) e del crescente terrore di perdere la propria autorità sui Dummer quando quel potere gli era stato reso inaccessibile da Dagoth Ur e non poteva più essere rinnovato.

#### Caratteristiche
Questa espansione aggiunge al gioco nuove armi e armature, nuove creature e una nuova area di gioco. Inoltre il giornale delle missioni include un indice che rende molto più semplice seguire lo sviluppo di ciascuna missione.
L'area di gioco è sostanzialmente limitata alla città di Mournhold e ai suoi sotterranei e nella geografia del gioco è collocata nel vasto continente di Tamriel. Poiché il continente non è stato ricostruito, gli sviluppatori sono stati costretti a isolare la locazione cittadina, rendendola accessibile solo tramite teletrasporto (la cui necessità viene giustificata nella trama con la quarantena imposta all'isola di Vvanderfell per contenere il morbo della blight) e a impedire al giocatore l'utilizzo della levitazione che altrimenti permetterebbe di uscire dallo scenario.
Lo sviluppo narrativo suggerisce una collocazione temporale successiva alla sconfitta di Dagoth Ur (l'evento che conclude l'avventura principale di Morrowind), ma i dialoghi sono strutturati in modo tale da essere coerenti anche se l'espansione viene giocata per prima.

### Bloodmoon

#### Trama
Parlando con una qualsiasi persona si può notare una nuova voce quale Solstheim. Parlando quindi di essa il diario viene aggiornato e si viene a conoscenza di quest'isola. Per arrivarci bisogna andare a Khuul e parlare con il Khajiit nel molo. Qui comincia l'avventura, che porta l'eroe a diventare "amico di sangue" dei restii Skaal. Deve poi eseguire il Ristaag, un rituale magico per proteggere il villaggio. Scopre quindi che si sta avverando una terribile profezia: la Luna Insanguinata (Bloodmoon). Essa dice che ogni era un semi-dio chiamato il Cacciatore, favorito di Hircine e principe daedrico della caccia, scende sul piano mortale con i suoi segugi (i lupi mannari) per cacciare le sue prede. L'eroe deve quindi lottare contro (o assieme, se ha scelto di diventare un lupo mannaro) il Cacciatore per salvarsi la pelle.

#### Caratteristiche
L'espansione Bloodmoon aggiunge oltre a nuove armi e armature anche una nuova isola, completamente esplorabile. Solstheim è vicina geograficamente a Vvanderfell, ma con tutte le caratteristiche di Skyrim, la regione di Tamriel abitata dai Nord. L'unica presenza "umana" sull'isola consiste in un forte della legione imperiale (Fort Frostmoth) che ha sia il compito di porto, sia quello di difesa. Tramite il completamento di alcune missioni più avanti nel gioco è possibile per il giocatore fondare un proprio insediamento sulla costa occidentale dell'isola chiamato Roccia del Corvo e farlo progredire in una vera e propria cittadina mineraria per la Compagnia dell'Impero Orientale.
Su Solstheim sono presenti nuove creature (che servono a far guadagnare ulteriore esperienza), ma anche nuove missioni e personaggi. La vera innovazione del gioco consiste però nella possibilità di trasformarsi in un lupo mannaro dopo aver contratto la giusta malattia. Quando si è posseduti dalla "bestia interiore", ovvero nelle notti di luna piena, prevale l'istinto di sopravvivenza: le armi d'argento infliggono il doppio del danno, ma se si viene scoperti trasformarci nella creatura, si viene perseguitati dalle guardie, dai cacciatori e anche dai semplici cittadini.

## Seguito
Nel 2006 è uscito il seguito, The Elder Scrolls IV: Oblivion, ambientato nella regione di Cyrodill.

## Versione italiana
Nel 2003 venne realizzata una patch non ufficiale per localizzare il gioco in italiano. Il progetto, sviluppato da un gruppo di appassionati noto come Morrowind Italian Translation Project, iniziò nel 2002 e venne terminato all'incirca a febbraio dell'anno successivo. La patch localizza l'interfaccia e pressoché tutti i dialoghi del gioco in italiano; è scaricabile dal sito Multiplayer.it.

## Il progetto OpenMW
OpenMW è un rifacimento aperto (open source) del motore grafico del gioco, realizzato con la tecnica del «reverse engineering»: l'obiettivo è quello di fornire una versione migliorata e moderna e multipiattaforma del gioco. Avviato nel 2008, supporta l'hardware più moderno, le mod realizzate (ufficiali e non) oltre che le sue espansioni pubblicate; inoltre introduce una serie di migliorie all'interfaccia e risolve anche alcuni bug ancora presenti nel gioco. Il progetto è totalmente indipendente e non ha alcun legame con Bethesda.